# Tristagma lineatum
Tristagma lineatum är en amaryllisväxtart som beskrevs av Pierfelice Ravenna. Tristagma lineatum ingår i släktet Tristagma och familjen amaryllisväxter. Inga underarter finns listade i Catalogue of Life.